# Believer (Major Lazer & Showtek)
Believer is een nummer van het Amerikaanse dj-trio Major Lazer en het Nederlandse dj-duo Showtek uit 2016. Het is de tweede single van Major Lazer's vierde studioalbum Music Is the Weapon.
Het nummer haalde enkel de hitlijsten in Nederland, België en Frankrijk. In de Nederlandse Top 40 had het nummer met een 23e positie het meeste succes. In Vlaanderen bleef het steken op de 16e positie in de Tipparade.